# بيفرلي لونغ
بيفرلي لونغ (بالإنجليزية: Beverly Long)‏ هي ممثلة أمريكية، ولدت في 18 أبريل 1933 في مانيلا في الفلبين، وتوفيت في 8 مايو 2014 في لوس أنجلوس في الولايات المتحدة بسبب مرض.

## وصلات خارجية
- بيفرلي لونغ على موقع IMDb (الإنجليزية)
- بيفرلي لونغ على موقع أول موفي (الإنجليزية)
- بيفرلي لونغ على موقع قاعدة بيانات الأفلام السويدية (السويدية)
- بيفرلي لونغ على موقع قاعدة بيانات الفيلم (الإنجليزية)
- بيفرلي لونغ على موقع كينوبويسك (الروسية)